# Geschichte der Nadelindustrie in Aachen

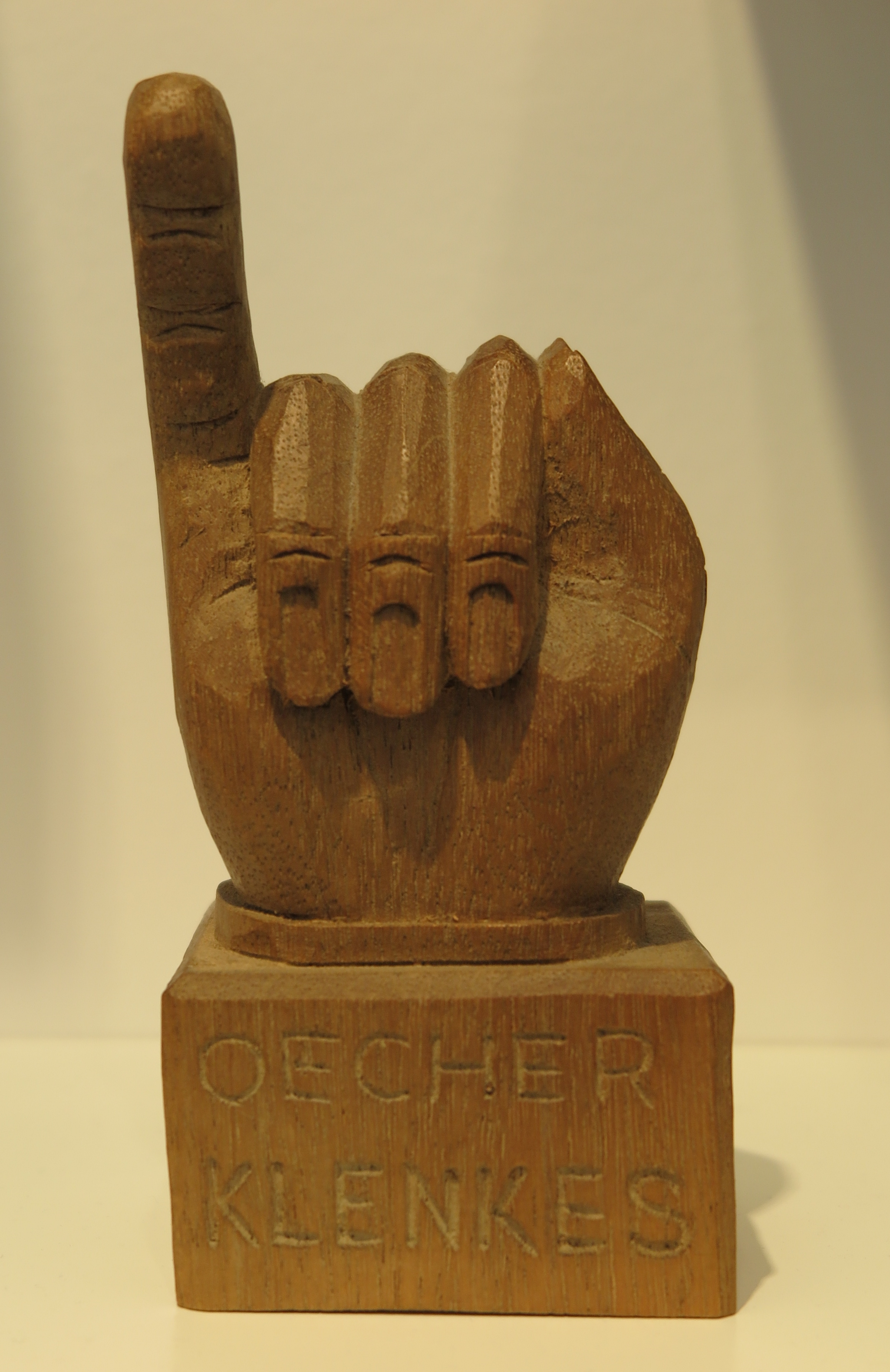
Oecher Klenkes

Die Geschichte der Nadelindustrie in Aachen beschreibt die Entwicklung und Bedeutung dieses Wirtschaftszweiges in und für Aachen von den Anfängen in der Frühen Neuzeit bis zur endgültigen Auflösung Anfang des 21. Jahrhunderts. Die Nadelindustrie war neben der Aachener Tuchindustrie ein bedeutungsvoller Wirtschaftsfaktor für die gesamte Region und beschäftigte in ihrer Hochphase mehrere tausend Arbeitskräfte.
Seit dem frühen 21. Jahrhundert existiert im Raum Aachen kein nadelproduzierendes Unternehmen mehr, lediglich im benachbarten Stolberg überlebte die traditionelle Prym Group, die sich hauptsächlich auf Handarbeits- und Nähzubehör spezialisiert hat und bei der die Nadelproduktion wegen der Auslagerung des Herstellungsprozesses ins Ausland nur noch eine untergeordnete Rolle spielt.
Erhalten hat sich jedoch bis heute das Symbol der Aachener Nadelindustrie, der Klenkes. Dies ist im Öcher Platt der Name für den Kleinfinger, mit dessen Hilfe in früheren Zeiten, zumeist von Kindern, die schadhaften Nadeln aussortiert wurden und der später zum Erkennungszeichen für alle Aachener weltweit geworden ist.

## Geschichte

### Von den Anfängen bis zur französischen Revolution
Historisch betrachtet lassen sich auf dem Gebiet der heutigen Bundesrepublik Deutschland drei regionale Schwerpunkte von Produktionsstätten zur Nadelherstellung ausmachen, die sich zum Teil bis in die Zeit der mittelalterlichen Herstellung von Kettenhemden zurückverfolgen lassen: der Nürnberger Raum, hier vor allem Schwabach, sowie das Bergische Land und die Aachener Region. Der Ursprung der Nadelanfertigung in der Freien Reichsstadt Aachen lässt sich etwa dem 14. Jahrhundert zuordnen und konnte mit einer ersten Erwähnung in einer Stadtrechnung aus den Jahren 1385/86 gesichert nachgewiesen werden. Anfangs waren es noch die kleineren Familienbetriebe, in denen die so genannten „Nadler“ beschäftigt waren. Dabei kamen ihnen die vorhandenen zahlreichen Aachener Bäche zugute, an deren Ufern sie bereits bestehende Mühlenkomplexe übernehmen konnten oder Neue erbauen ließen und diese als Schleif-, Scheuer- oder Poliermühlen einrichteten. Allein Anfang des 18. Jahrhunderts waren rund sieben derartige Mühlen innerhalb und mindestens ebenso viele außerhalb der Stadtgrenzen wie beispielsweise in Burtscheid und Haaren in Betrieb.

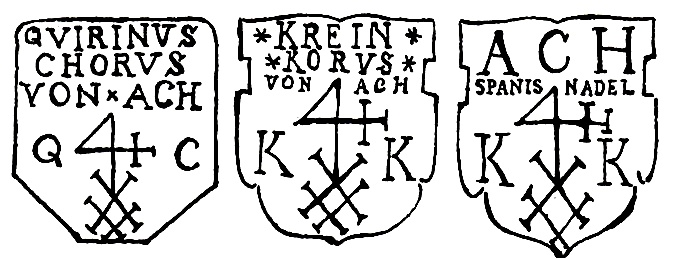
Verschiedene Mirken von Quirinus Chorus (Krein Korus)

Im Jahr 1584 schlossen sich die Aachener Nadler, die zu jenem Zeitpunkt vorwiegend Stecknadeln, die beispielsweise zum Feststecken der Falten von Hauben und Kopftüchern sowie zum Befestigen von zarten Schleiern zum Einsatz kamen, herstellten und seit 1580 als Eisendrahtzieher organisiert waren, mit den „Krämpenmachern“ zusammen und wurden gemäß der Aufteilung des zweiten Aachener Gaffelbriefs der Krämerambacht angegliedert, dem sich 1590 noch die Nagelschmiede anschlossen. Nachdem die Nadler die Produktion auf Nähnadeln aus feinem und reinem Stahldraht nach spanisch-niederländischem Vorbild umgestellt hatten, wie es in den Spanischen Niederlanden bereits gängige Praxis war, erhielten die „Nadler“ schließlich am 3. November 1615 als „Bürger spanischer Nadeln Meister“ durch den Rat der Stadt Aachen mit der „Rolle der spanischen Nadeln Meister“ eigene Zunftrechte. Dabei zeigte sich eine kontinuierliche Entwicklung, bei der die Eisendrahtzieher von den Messingdrahtziehern gelernt hatten, wie Nadel- und Krämpenmacher Messing- und Eisendraht verarbeiteten, die Nagelschmiede sich auf die Verarbeitung von Eisendraht beschränkten und die spanischen Nadelmacher hauptsächlich Stahldraht für die Herstellung von Nähnadeln verwendeten. Vor allem in der Gegend von Cordoba war ein blühendes Nadelgewerbe entstanden und die dort produzierten Nadeln erhielten deshalb auch den Namen „Cordobesas“.
Per Ratsbeschluss wurden die „Meisterbetriebe“ im Jahr 1626 dazu verpflichtet, eine Mirck als Handelszeichen zu führen, die unter anderem auch den Hinweis „S“ und „N“ für „spanische Nadeln“ in ihrem Logo führten. Die Mircken wurden auf Stempel übertragen, mit deren Hilfe Papierzettel bedruckt werden konnten. Durch entsprechendes Zusammenfalten entstanden hieraus die so genannten Nadelbriefchen zum Verpacken und Versenden der fertigen Nadeln.

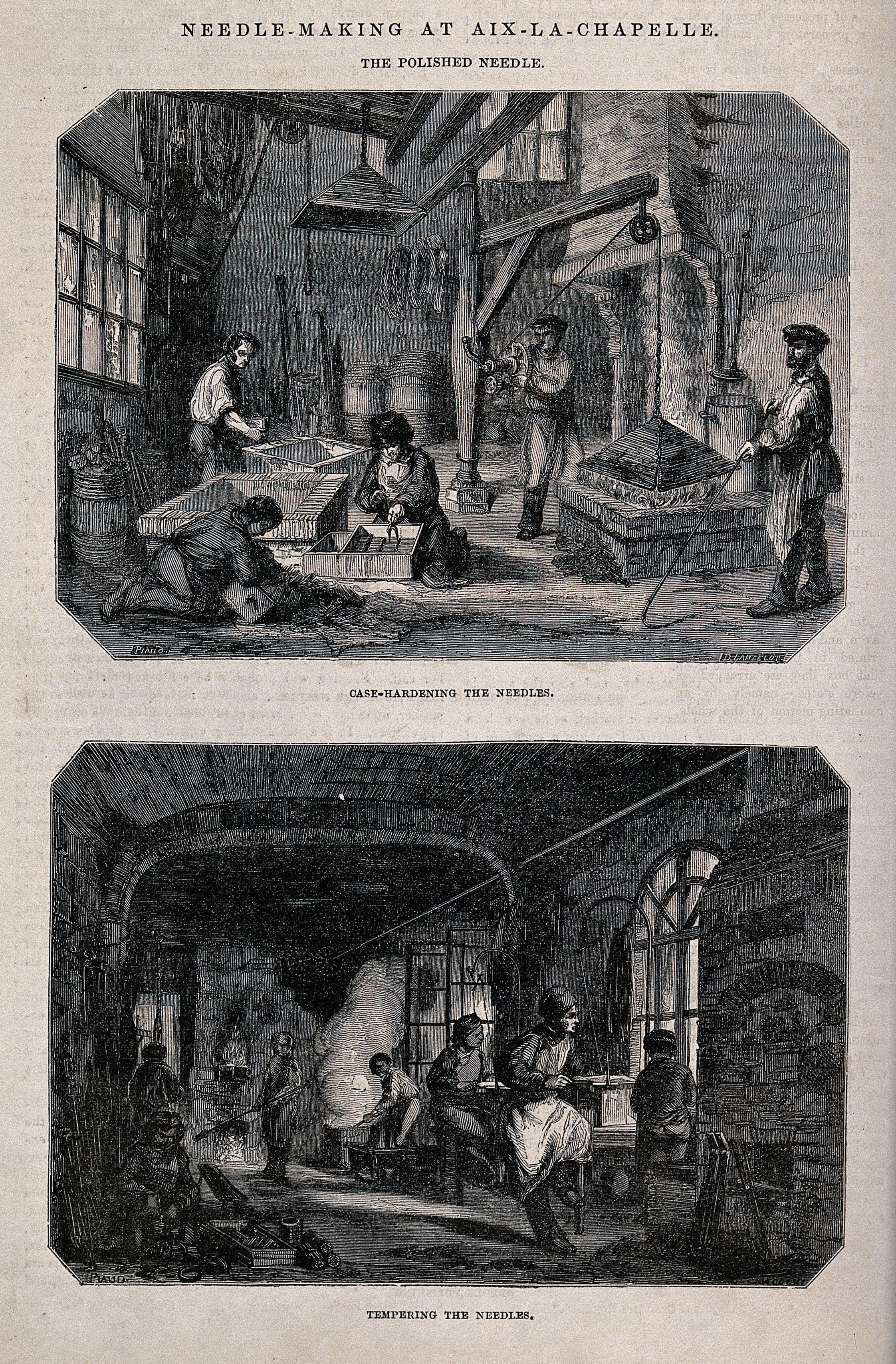
Beispiel eines Nadelbetriebs in Aachen

Zugleich verursachten jedoch die rigiden Zunftrechte, die den einzelnen Unternehmen die Anzahl der Werkzeugmaschinen, des Personals und der Produkte vorschrieben, massive Einschränkungen für die Nadelhersteller. Sie versuchten deshalb, die Zunftrechte zu umgehen und ließen ihre Waren im sogenannten Verlagssystem herstellen, bei dem die Güter vorwiegend in zunftunabhängiger „Heimarbeit“ von den Nadlern, darunter schlecht bezahlte Landbewohner und zahlreiche Kinder, in Scheuermühlen produziert wurden, während der Vertrieb von den kaufmännisch orientierten „Verlegern“ zentral geregelt wurde. Dabei spezialisierten sich einige der Zunftmeister zu „Schönmeistern“, die für die Veredelung von Nadelrohlingen (dem sogenannten „Schönwerk“) inklusive des Scheuerns bzw. Polierens der Nadeln verantwortlich waren, wogegen die Zunftmeister, die die Nadelrohlinge herstellten (also das sogenannte „Rauwerk“ übernahmen), als „Raumeister“ bezeichnet wurden. Spätestens ab 1633 setzten die Aachener Nadelfabrikanten dabei vermehrt auf Wasserkraft der zahlreichen Aachener Bäche und damit auf die Übernahme und Neuausrichtung von bestehenden Mühlenbetrieben zu Scheuer- oder Poliermühlen oder sie ließen neue errichten, in denen die wichtigen Arbeitsprozesse wie die des Scheuerns und Polierens später auch des Schleifen stattfanden.
Die ersten namentlich überlieferten Nadler Aachens waren Walter Volmer, der Anfang des 15. Jahrhunderts eine kleine Schleifmühle betrieb, sowie um 1533 ein gewisser Peter Naedelnmecher und im Jahr 1592 der Waffenschmied und Nadelfabrikant Hermann Pastor. Dieser war einer der ersten Angehörigen der Familie Pastor, der in den zu jener Zeit unabhängigen und erst im Jahr 1897 nach Aachen eingemeindeten Nachbarort Burtscheid umgezogen war, weil er wie viele andere Gewerbetätige, die sich dem evangelischen Glauben zugewandt hatten, in der Reichsstadt Aachen wirtschaftliche Nachteile wegen den herrschenden Aachener Religionsunruhen in Kauf nehmen musste. Besonders dieser Familie ist es zuzuschreiben, dass über viele Generationen hinweg die Nadelproduktion im Ort Burtscheid florierte. Dabei musste die Familie Pastor beispielsweise auch hinnehmen, dass laut Statut von 1637 diejenigen Gesellen, die das Handwerk noch in Aachen gelernt, aber in Burtscheid Arbeit gefunden hatten, ihre Lehrjahre von der Zunft nicht bescheinigt bekamen.

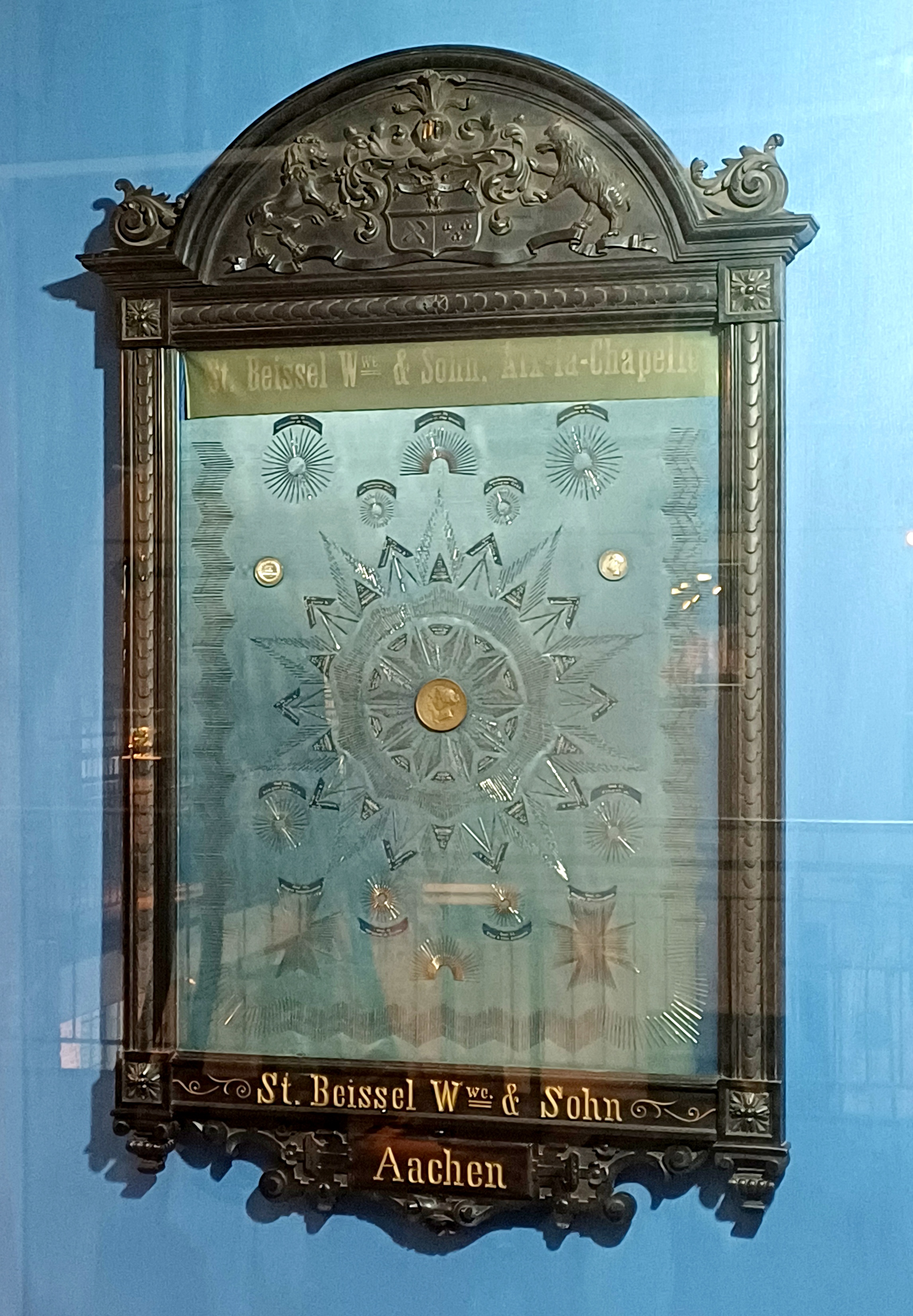
Wappentafel Fa. Beissel

In Aachen dagegen waren es vor allem die Familie Chorus, die nach der Gründung einer Nadelfabrik durch Quirin Chorus (1632–1754) im Jahr 1654 die dortige Nadelproduktion bis zum Ende des 19. Jahrhunderts ebenso beherrschte wie die verschwägerte Familie Beissel, deren Fabrikgründung 1730 durch Stephan Beissel (1695–1756) stattgefunden hatte und bis in die zweite Hälfte des 20. Jahrhunderts vor allem Nähnadeln produzierte. Andere bekannte Nadelproduzenten wie beispielsweise aus den Familien Strauch, Startz oder Vercken hielten sich meist nur wenige Generationen am Markt und schlossen ihre Betriebe bereits Mitte bis Ende des 18. Jahrhunderts.
Mit zunehmender Nadelfabrikation kam es im Laufe des 17. Jahrhunderts vermehrt zu Abfallprodukten wie Schleifstäuben und ähnlichem, die oftmals einfach in die Gassen der Stadt verschüttet wurden. Daraufhin beschloss der Rat der Stadt Aachen mit Erlass vom 25. März 1701, dass diese Abfälle künftig an abgelegene Orte außerhalb der Stadt zu bringen seien, ansonsten drohe bei Zuwiderhandlungen eine Geldstrafe von 25 Goldflorin oder eine gewisse Anzahl von Stockhieben. Mit Nachtragserlass vom 26. Oktober 1742 wurden diese Strafmaßnahmen auf sechs Goldflorin und sechs Wochen Arrest bei Wasser und Brot im Stadtgefängnis im Grashaus geändert.
Zum Ende des 17. Jahrhunderts erklärten 1698 die Aachener Nadler den hl. Quirinus von Neuss zu ihrem Schutzpatron und stifteten der alten St.-Jakob-Kirche eine Steinfigur mit der Darstellung des Heiligen, die nach Abriss der Kirche im Jahr 1885 in den Kirchenneubau übernommen wurde.
Im späten 17. und frühen 18. Jahrhundert erlebte vor allem die Nähnadelproduktion Aachens ihren ersten Höhepunkt und die Absatzmärkte, besonders für Nähnadeln spanischer Art, Stopfnadeln, Schuhmachernadeln, aber auch Wundnadeln für Mediziner, befanden sich deutschlandweit in Frankfurt am Main, Mainz, Kassel, Nürnberg und Leipzig, aber auch international in Frankreich, Schweden, im Orient sowie in den Städten Lüttich und Moskau. Nicht nur die qualitativ hochwertigen Aachener Produkte, sondern auch die zeitgemäße moderne Technik sowie die gut ausgebildeten Nadelmeister und -gesellen waren außerhalb Aachens begehrt. So versuchten unter anderem Kaufleute in Nürnberg die Aachener Fabrikations- und Betriebstechnik einzuführen und Aachener Nadler abzuwerben. Dass tatsächlich um diese Zeit die Aachener Nadeln in Nürnberg nachgemacht wurden, geht beispielsweise daraus hervor, dass in der Stadt Nürnberg angefertigte Nähnadeln im Jahre 1715 unter dem Namen und Mirckzeichen des Burtscheider Fabrikanten Esaias Vercken auf der Frankfurter Messe vorgestellt wurden. Die Sturheit der Nürnberger Zünfte, die um ihr Ansehen fürchteten, verhinderte jedoch eine Integration der Aachener Nadler in Nürnberg und die Eingliederung in die Bürgerschaft scheiterte wenige Jahre später. Nachdem mittlerweile auch von Moskau und Schweden aus Anwerbungsversuche unternommen worden waren, erließ der Aachener Stadtrat eine Verordnung, wonach Nadlermeister und -gesellen, die zur Einführung der Nähnadelfabrikation in einem anderen Land Beihilfe leisten sollten, alle ihre Güter innerhalb der Stadt Aachen verlieren und für sie sowie ihre Nachkommen dauerhaft die Bürger- und Handwerksrechte verfallen würden.

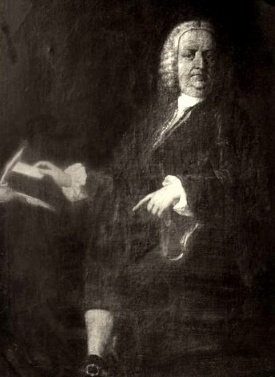
Cornelius Chorus, Vater
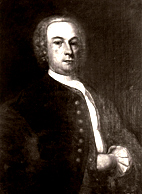
Cornelius Chorus, Sohn

Trotz der zahlreichen Abwerbungen oder den religiös begründeten Auswanderungen evangelischer Nadler war die Zeit bis ca. 1770 die bis dato erfolgreichste für das Aachener Nadelhandwerk. Allein die Nadelfabrik Chorus beschäftigte dabei um 1710 mehr als 1000 Arbeitskräfte sowie eine Vielzahl von Heimarbeitern und die Werkstätten waren auf etwa zehn Schleifmühlen in und um Aachen verteilt. Doch zunehmende Korruption und Vetternwirtschaft durch die monopolartige Stellung der verschwägerten Nadelproduzentenfamilien Chorus und Beissel kombiniert mit immer mehr Einschränkungen innerhalb der Zunftordnungen gegen Modernisierer, Wechselwillige und Konkurrenten, sowie politische Einflussnahme im Rahmen der Aachener Mäkelei durch die Vertreter der Zünfte im Stadtrat, führten sowohl zu einem quantitativen als auch qualitativen Rückgang der Nadelproduktion. Lediglich die Nadelfabrik Schorn & Küppers, die 1774 aus einer Fusion entstanden war, versuchte noch eine Zeitlang Fuß auf dem hart umkämpften Markt zu fassen, indem sie Aleppo als neuen Vertriebsort mit Kontakten zu den Euphratländern und Innerasien belieferten, doch nach anfänglich rund 40 Millionen Nadeln im ersten Jahr fiel bereits ein Jahr später der Umsatz dort auf 25 Millionen Nadeln zurück; Tendenz weiter fallend. Dagegen blühte in den Nachbarorten Aachens wie beispielsweise Burtscheid, Stolberg, aber auch im niederländischen Vaals der Handel mit Nadeln weiter, weil es für die dortigen Betriebe nur wenige Auflagen gab und die Handwerksmeister nach Bedarf fertigen konnten. Erst der Einmarsch der Franzosen im Jahr 1794 nach Aachen und die nun beginnende fast 20-jährige Franzosenzeit führten erneut zu maßgeblichen Veränderungen im Aachener Nadelhandwerk.

### Von der Franzosenzeit bis zur Weimarer Zeit
Ein Schwerpunkt der französischen Regierung war unter anderem die Stärkung der Wirtschaft. Dazu führte sie zunächst die Gewerbefreiheit ein und löste gegen harten Widerstand der Handwerker die Zünfte auf. Neue Zusammenschlüsse wurden verboten, womit auch die Zeit der industriellen Hausarbeit beendet war. Durch die freie Konkurrenz ohne Zunftzwang sahen sich die bisherigen kleineren Meisterbetriebe in ihrer Existenz bedroht und lösten sich auf. Lediglich die bereits auf dem Markt tätigen größeren Aachener Nadelhersteller wie beispielsweise Chorus, Beissel oder Pastor überlebten. Dennoch wurden aber im Laufe der Folgejahre wieder neue Nadelfabriken mit einem umfassenderen Sortiment gegründet, darunter 1799 die Firma Schmetz und 1803 die Firma Jecker. Zudem bewirkte die Einführung der von Napoleon Bonaparte erlassenen Kontinentalsperre gegen England, dass damit Konkurrenz auch für die Aachener Unternehmer ausgeschaltet werden konnte. Ferner ergab sich infolge der weiteren industriellen Entwicklung eine Zeit des technischen Fortschritts in den Produktionsstätten und eine Boomphase der Nadelindustrie. Anlässlich der Gründung der Chambre consultative de manufactures, fabriques, arts et metiers im Jahr 1804 wurde eine Liste mit Aachener Wirtschaftsunternehmen nach Paris gesandt, in der 13 Nadelfabriken mit rund 7500 Mitarbeiter eingetragen waren.
So entwickelte beispielsweise die 1803 nach englischem Vorbild gegründete Nadelfabrik von Laurenz Jecker eine Maschine, die es ermöglichte, dass die Köpfe der Stecknadeln, die bisher einzeln aufgesteckt werden mussten, angegossen werden konnten. Dadurch wurde es möglich, die Kosten für die Nadeln um 20 % zu senken und gleichzeitig die Produktion auf bis zu ca. 1 Million Stück pro Tag zu steigern. Eine zweite von ihm gemachte technische Erfindung bewirkte ein rascheres Einbriefen oder Aufstecken der Nadeln auf Papier. Jeckers Produkte fanden damit reißenden Absatz im gesamten französischen Kaiserreich. Dabei wurde es als soziale Errungenschaft gepriesen, dass in seiner Fabrik von den insgesamt 250 Mitarbeitern rund 225 Kinder im Alter von 4 bis 12 Jahren beschäftigt waren, die damit ihren Familien einen Beitrag zur besseren Versorgung ermöglichen konnten. In den nächsten rund dreißig Jahren wurden in der Aachener Nadelindustrie laut einem Bericht aus dem Jahr 1836 die Kinderarbeitsquote mit 30 % ausgewiesen, wobei sie bei der Stecknadelproduktion mit durchschnittlich 75 % besonders hoch war; ähnliche Zahlen für den Arbeitseinsatz der Kinder weisen dabei auch die Tuchfabriken auf. Erst 1839 wurde mit dem Regulativ über die Beschäftigung jugendlicher Arbeiter in Fabriken das erste kontinentaleuropäische Gesetz zur Einschränkung der Kinderarbeit und das erste deutsche Arbeitsschutzgesetz beschlossen und damit auch die seit 1837 bestehende Schulpflicht durchgesetzt, die bis dahin von den Fabrikleitern gerne umgangen wurde. Dennoch dauerte es noch bis 1862, als die ersten Fabrikschulen in Aachen eröffnet wurden, und bis 1881, als die Inspektoren die Einhaltung aller Gesetze in den Aachener Fabriken bestätigen konnten.
Mit dem Abzug der französischen Besatzer und der Übernahme der Region Aachen durch Preußen im Jahr 1815 fiel der französische Markt weg und zugleich kam es zur Aufhebung der Kontinentalsperre, so dass sich die Konkurrenz aus England, deren Nadeln besser und preisgünstiger sowie deren Fertigungstechnik moderner war, wieder stärker auswirkten konnte. Obwohl im Jahr 1818 ebenfalls die preußischen Binnenzölle abgeschafft worden waren, zeigten sich diese ersten Jahre unter preußischer Regierung als wirtschaftlich schwere Zeit für die Nadelindustrie, die dadurch gezwungen war, zu investieren und ebenfalls innovativ zu reagieren. Lediglich 14 Nadelfabriken mit nur noch rund 900 Mitarbeitern waren zu jenem Zeitpunkt in Aachen registriert.
Unter diesen Voraussetzungen schaffte sich zu Beginn der 1830er-Jahre der Burtscheider Nadelfabrikant Philipp Heinrich Pastor mehrere moderne Maschinen aus England an, mit denen er die Produktion maßgeblich steigern konnte. Darüber hinaus entwickelte er einen so genannten Exhaustor, für den er mit Wirkung vom 7. Mai 1834 ein 15-jähriges preußisches Landespatent erhielt. Mit diesem Saug- und Entlüftungsapparat, der die Bearbeitungsstäube, die beim Schleifen der Nadeln entstanden, absaugte und damit die Gefahren für die damals in der Branche weit verbreitete „Schleiferkrankheit“ reduzieren konnte. Dies hatte aber auch zur Folge, dass wegen der erheblichen gesundheitlichen Vorteile die bisher gezahlten Gefahrenzulagen für die Nadelschleifer vom allgemeinen Lohn weitestgehend abgezogen wurden und die Nadelschleifer daher zunächst gegen diese Neuerung protestierten.,

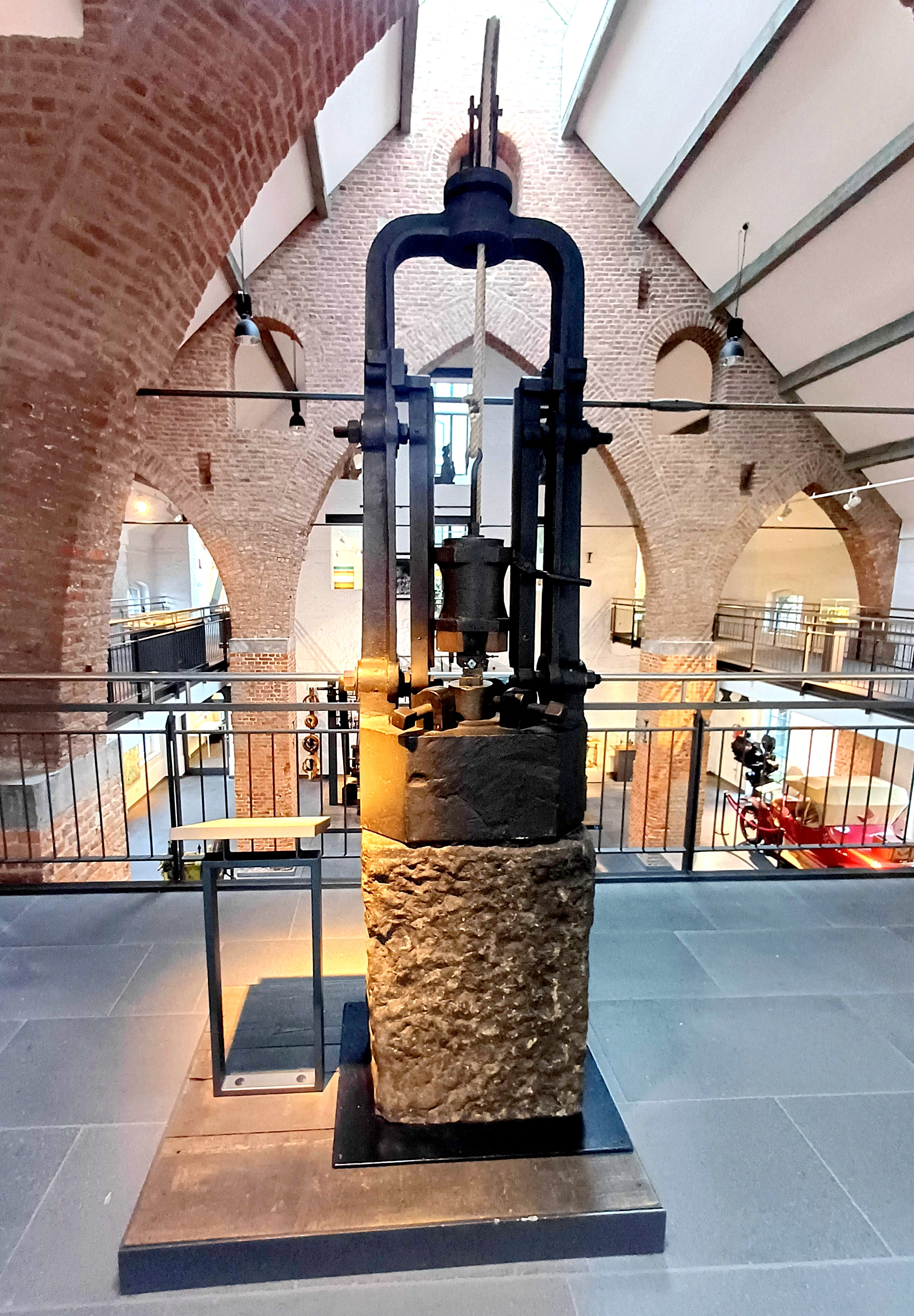
Fallhammer der Fa. Pastor im Museum Zinkhütter Hof
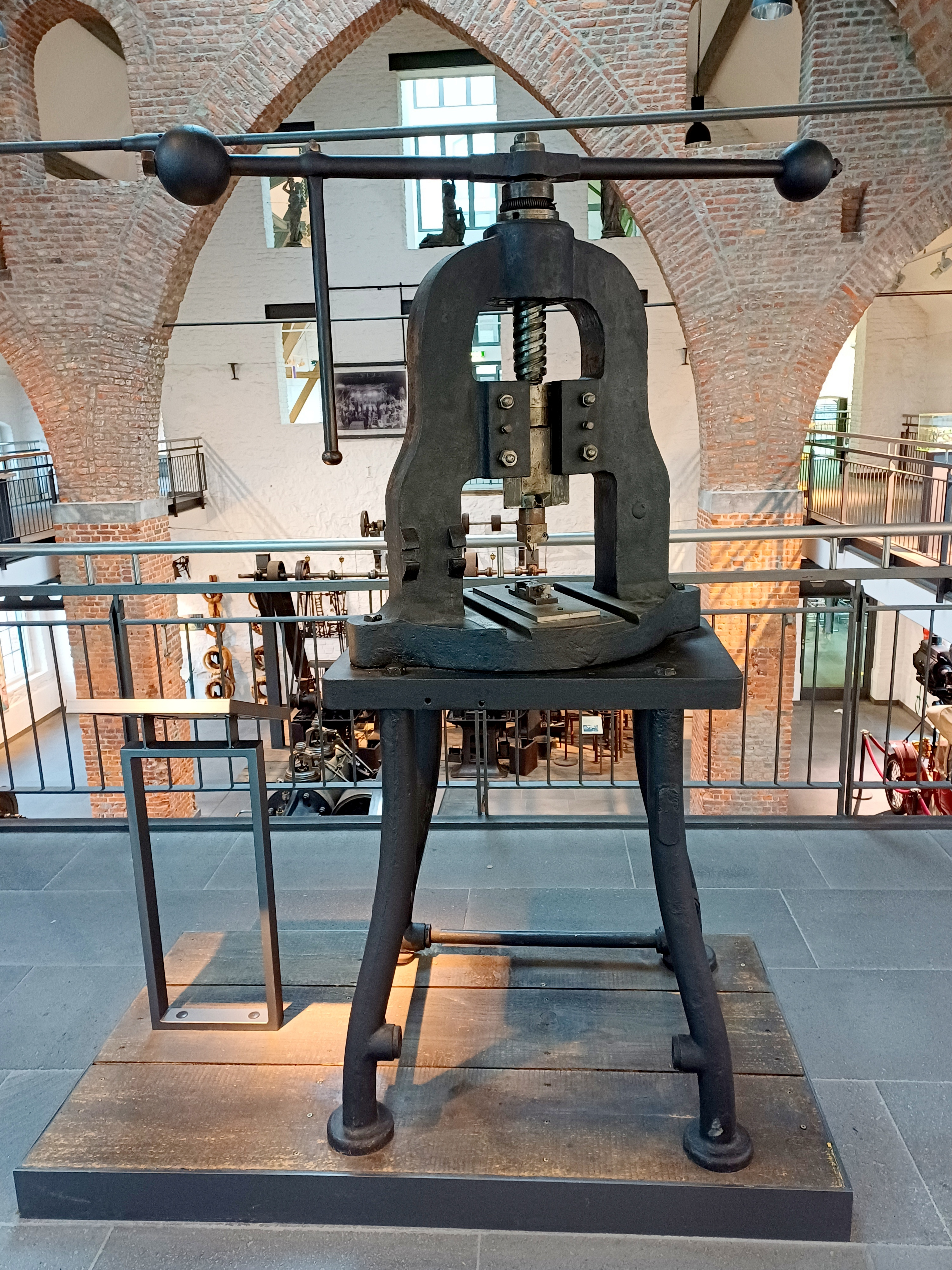
Handspindelpresse der Fa. Pastor

Nachdem bereits im Jahr 1825 im englischen Ort Redditch, dem damaligen führenden Zentrum der Nadelindustrie in England, eine Stanz- und Durchstoßmaschine bestehend aus Fallhammer und Handspindelpresse zum Lochen und Pressen der Öhre entwickelt worden war, wurde diese Technik schließlich ab 1836 zunächst in der Nadelfabrik Pastor und später in den anderen Aachener Betrieben eingeführt, wodurch die Fertigungskosten erneut um ca. 20 % gesenkt werden konnten.
Ebenfalls aus England stammte die Idee für eine Schleifmaschine des Erfinders Collin Banks, die das Schleifen der Spitzen mechanisierte, das zuvor traditionell mittels eines Schleifsteins manuell getätigt worden war. Banks bewarb seine Innovation auch bei den Aachener Nadelherstellern, um sie in der Praxis bedarfsgerecht weiterzuentwickeln. Es war jedoch die 1819 gegründete Nadelfabrik Schleicher im benachbarten Schöntal bei Düren-Langerwehe, die 1858 für eine überarbeitete Ausgabe dieser Schleifvorrichtung einen fünfjährigen Patentschutz, gültig für die Länder Preußen, Österreich und Frankreich, erhielt. Damit konnte ein Effizienzzuwachs erreicht werden, der von 25.000 geschliffenen Nadeln in herkömmlicher Methode auf 500.000 bis 600.000 Nadeln pro Maschine und pro Schicht anstieg, wobei ein Maschinenführer mehrere Maschinen zugleich bedienen konnte. Nach und nach rüsteten infolgedessen auch die Aachener Unternehmen ihre Werkstätten mit den neuen Schleifmaschinen aus oder ließen diesen Produktionsschritt extern durch die Firma
Schleicher selbst durchführen.
Eine weitere Innovation war die mechanisierte Herstellung von nadelbestückten Lederband-Kratzen, die sich bis zu Beginn des 20. Jahrhunderts als eine eigenständige Spezialität der Aachener Nadelindustrie behauptet hatte. Vorreiter hierbei waren unter anderem die 1822 gegründete Aachener Kratzenfabrik Cassalette und die 1825 gegründete Kratzenfabrik „August Heusch & Kern“.
Darüber hinaus setzten sich in den 1830er-Jahren auch bei den Nadelfabriken immer mehr die Dampfmaschinen durch, wie es in der Tuchindustrie bereits seit der Jahrhundertwende üblich war. Diese waren ebenfalls nach englischem Vorbild entwickelt worden und wurden im Ort Seraing bei Lüttich in den von den Brüdern John und James Cockerill gegründeten Cockerill-Werken hergestellt. Als erste Aachener Nadelfabrik betrieb die Firma „Heusch & Kern“ 1846 eine derartige Dampfmaschine, weitere Unternehmen folgten zeitnah.

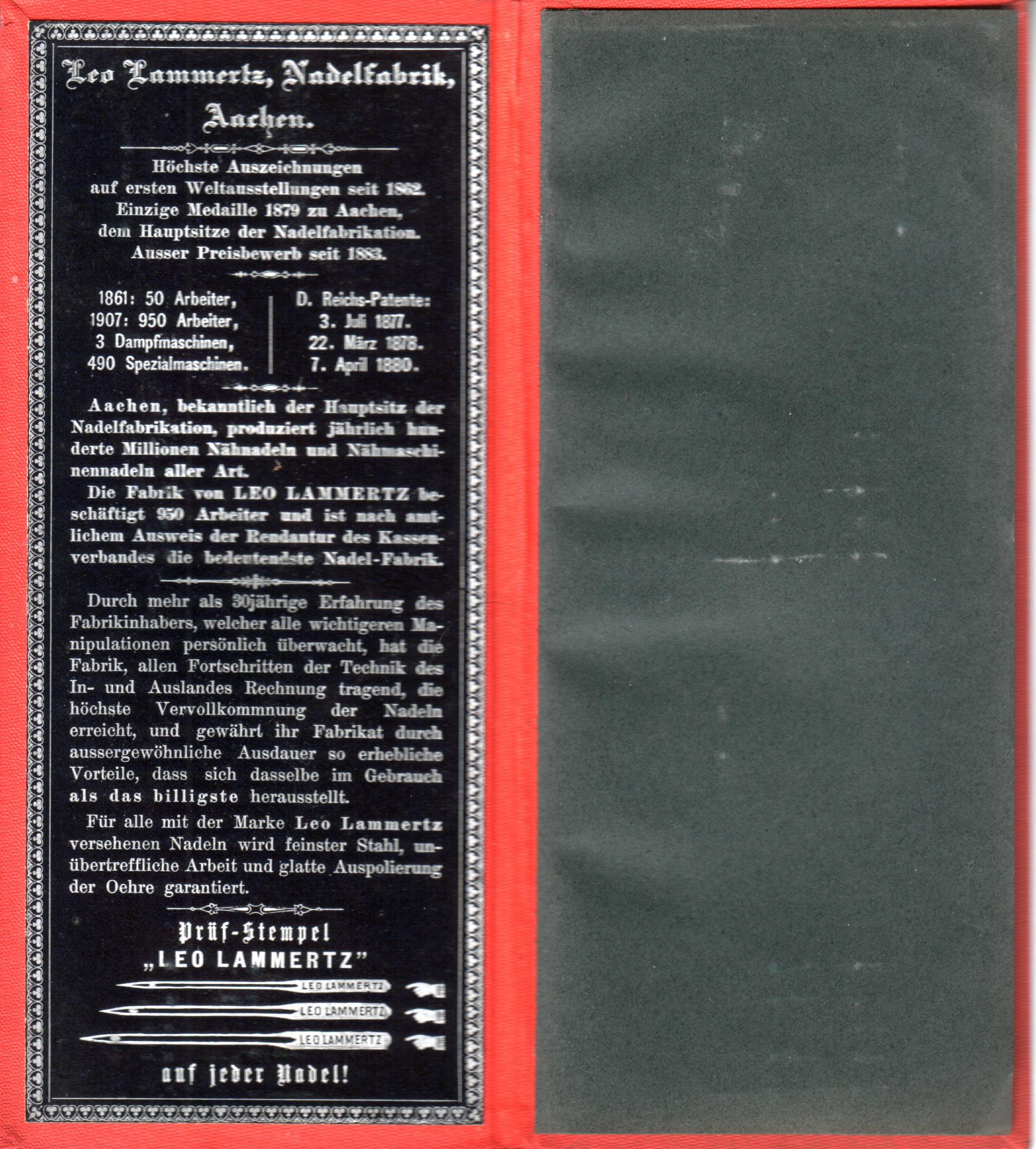
Preisauszeichnung für Nähmaschinennadeln Fa. Lammertz

Einen weiteren Schub für die Aachener Nadelindustrie brachte 1851 die Erfindung der Nähmaschine durch das amerikanische Unternehmen I. M. Singer & Company und deren massenhafte Einführung in Deutschland durch die Singer Generalvertretung in Hamburg. Infolgedessen ergänzten verschiedene Aachener Nadelfabriken ihre Produktpaletten um Nähmaschinennadeln in den verschiedensten Größen, vorneweg die alteingesessene Firma Beissel, die als erstes europäisches Unternehmen für die Nähmaschinenfabrik Singer spezielle Nähmaschinennadeln herstellte und dafür auf der Great Exhibition in London eine Medaille gewann. Ebenso wurde die 1861 neu gegründete Firma Leo Lammertz auf diversen Wirtschaftsausstellungen ausgezeichnet, unter anderem weil sie ihrerseits durch die Erfindung einer neuen Maschine zum Stampfen von Nadelöhren mit einem vertikalen Arbeitsschritt eine vereinfachte und preisgünstigere Fertigung von Nähmaschinennadeln erreichen konnte.
Dagegen setzte sich erst in den 1890er-Jahren in Aachen das Kaltschmiedeverfahren durch, das 1870 von dem Unternehmen Excelsior Needle Company im US-amerikanischen Torrington/Connecticut patentiert worden war und damit die Drechselmaschinen ablöste, die einen erheblichen Verschnitt beim Draht erzeugten.
Diese seit 1815 eingeführten Innovationen bewirkten, dass die Anzahl der kleineren Aachener Nadelbetriebe stetig weiter abnahm und nur diejenigen Großbetriebe auf Dauer überleben konnten, die in der Lage waren, massenhaft maschinell angefertigte Nadelsortimente zu produzieren und sich dabei auf bestimmte Produkte zu konzentrieren wie beispielsweise Glaskopfnadeln, Stahlstecknadeln, Sicherheits-, Häkel-, und Haarnadeln sowie medizinische Nadeln und Angelhaken. Dies wurde vor allem durch die Erschließung der asiatischen Märkte, allen voran in China und Indien, forciert, was die zweite Blütezeit der Aachener Nadelindustrie bis in das letzte Viertel des 19. Jahrhunderts prägte.
Dennoch konnten trotz weniger Betriebe durch stetige technische Verbesserungen und zunehmende maschinelle Produktion der Nadeln hohe Umsatzzahlen erreicht werden, wodurch die Aachener Nadeln den Ruf eines Weltmarktführers erlangten. Hatte ein Arbeiter im Jahr 1760 rund 400 Stecknadeln oder 148 Nähnadeln pro Stunde anfertigen können, so stieg die Zahl bis 1850 auf 1100 Stecknadeln oder 270 Nähnadeln und konnte mit den weiteren Neuerungen bis 1990 auf mehr als 200.000 Stecknadeln oder mehr als 29.000 Nähnadeln pro Arbeiter und Stunde gesteigert werden. Bei den Mitte des 19. Jahrhunderts eingeführten Stricknadeln verhielt es sich ähnlich, deren Produktion von 15 Stück im Jahr 1860 auf über 1.200 bis zum Jahr 1990 pro Arbeiter und Stunde anstieg.
Erste Vorboten einer sich abschwächenden Konjunktur zeigten sich, als aus England in den Jahren 1850 bis 1860 kein Stahldraht zu bekommen war, sondern lediglich Walzdraht geliefert werden konnte. Dieser musste von Drahtziehereien zu dem Endprodukt Stahldraht weiterverarbeitet werden, was überwiegend in Spezialfirmen im Raum Nürnberg und in Altena geschah. Dies führte beispielsweise zu Lieferproblemen bei gezogenem Draht aus Altena, zumal die dortige Firma ebenfalls den Markt in Ostindien und China belieferte und diese Märkte damit in Konkurrenz zu Aachen standen. Hinzu kamen geopolitische und wirtschaftliche Krisen, die den Export der Aachener Nadeln maßgeblich beeinflussten. Dies waren sowohl die verhängten Schutzzölle infolge der Wirtschaftskrise von 1857 in den USA, später auch Krisen in Japan und Spanien, wodurch sich die Nadeln verteuerten und der Absatz einbrach, als auch durch Unruhen in Indien und dem Boxeraufstand in China. Obwohl noch im Jahr 1893 die Exportzahlen für Nadeln auf einen Tiefstand gesunken waren, zählte Aachen um die folgende Jahrhundertwende mit 29 Nadelfabriken und rund 4000 Mitarbeitern, was die Hälfte aller Beschäftigten in dieser Branche im Deutschen Reich ausmachte, immer noch zu den größten Produktionsstätten für Nadeln weltweit. Um dennoch weiterhin konkurrenzfähig bleiben zu können, reduzierten viele Nadelfabriken den Qualitätsstandard der Nadeln und unterboten sich gegenseitig bei den Verkaufspreisen. Erst 1907 schlossen sich einige Aachener Nadelfabrikanten einem Kartell an, das für die Nadeln Mindestverkaufspreise festlegte und auch die Löhne der Arbeitskräfte konstant hielt, was aber dazu führte, dass dadurch der Absatz zusätzlich erschwert wurde. Dennoch konnten durch modernere Fertigungsmaschinen, in denen es möglich war, vorher getrennte Arbeitsschritte zusammen zu führen, sowie durch eine bessere Anlagentechnik die Qualität und die Produktionszahlen relativ hochgehalten und auch neue Märkte erschlossen werden, was eine Steigerung der Mitarbeiterzahlen auf über 5000 bis zum Jahr 1912 zur Folge hatte.
Dies half auch über die folgenden wirtschaftlich schweren Jahre hinweg, wo es beispielsweise durch die Balkankriege und vor allem durch den Ersten Weltkrieg zu weiteren Einbußen kam, die zum einen dem Mangel an Rohstoffen und zum anderen den im Krieg eingesetzten und damit in den Betrieben fehlenden Mitarbeitern geschuldet waren.

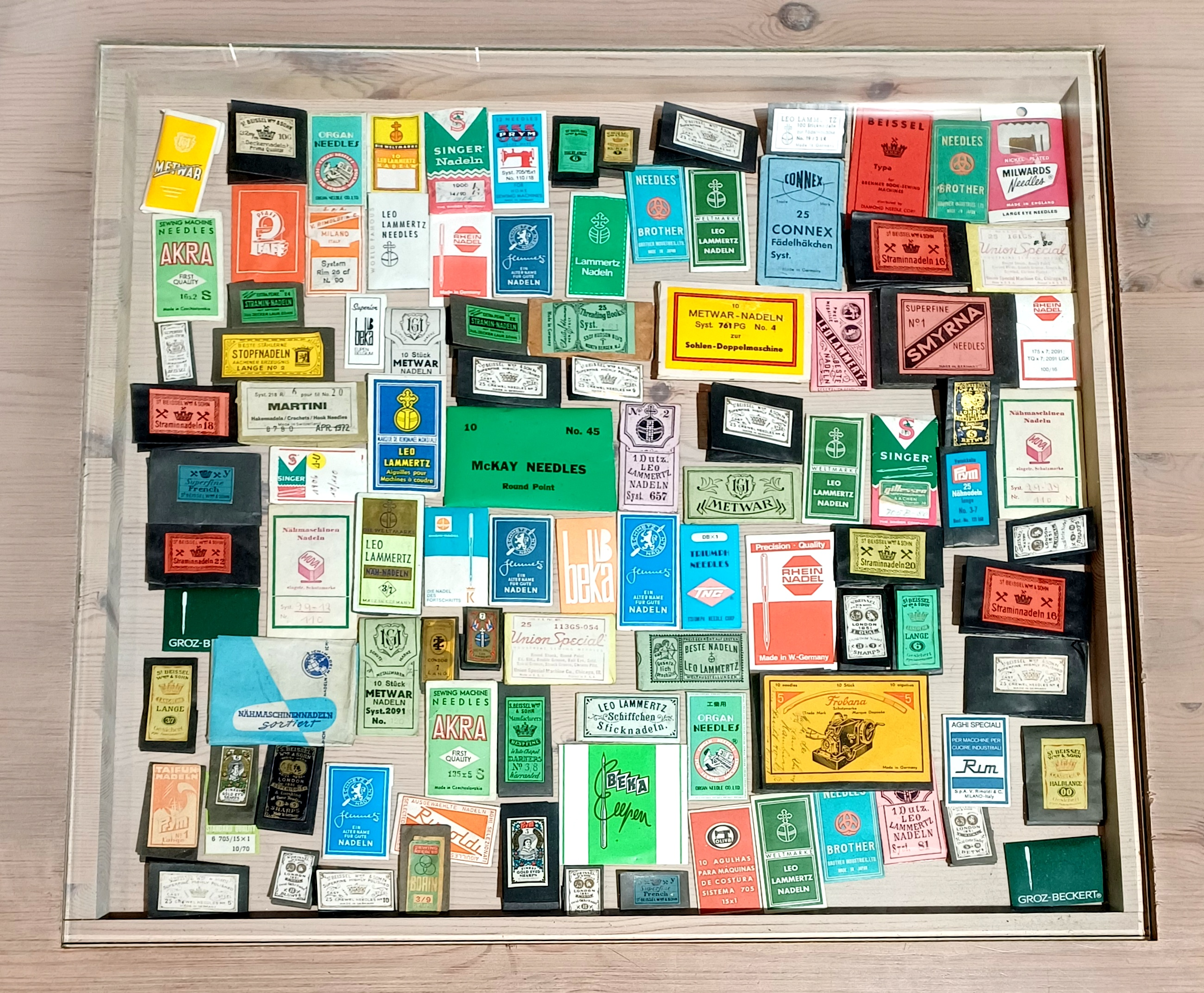
Sammlung Nadelbriefchen

Nach dem Ersten Weltkrieg erholte sich die Aachener Nadelindustrie schnell, vor allem auch deshalb, weil kleinere unrentablere Firmen von größeren übernommen wurden. Hierbei war vor allem die Rheinische Nadelfabriken AG äußerst aktiv, die ihrerseits aus dem 1830 von Hermann Joseph Neuss gegründeten „H. J. Neuß’sche Fabriketablissement“ hervorgegangen und 1898 von dessen Sohn Fritz zur Aktiengesellschaft umgestellt und umfirmiert worden war. Diese gliederte ab 1905 schrittweise nicht nur mehrere Aachener Fabriken, sondern auch zwischen 1917 und 1967 acht Iserlohner Nadelfabriken bzw. Exporthäuser sowie Betriebe in Lüdenscheid, Hohenlimburg, Oberrahmede, Altena und Wuppertal in ihr Gesamtunternehmen ein und stellten sich damit zunehmend als Mischkonzern auf.
Darüber hinaus fand bereits seit der Jahrtausendwende eine zunehmende Spezialisierung in den Nadelfabriken statt, die sich zwischen den Weltkriegen und auch danach weiter fortsetzte. So zog beispielsweise die Erfindung und Weiterentwicklung der ersten Schallplatten und Grammophone einen Boom nach entsprechenden Abspielnadeln nach sich, bei der auch kleinere Aachener Betriebe ihre Chance sahen, auf dem Markt zu bestehen. Diese waren unter anderen die Firma Georg Printz & Co. (Generalvertreter: Carl Geyer) mit ihrer 1902 entwickelten „Printznadel“, die Burscheider Nadelfabrik Jos. Preutz mit ihrem 1903 genehmigten Patent auf „Musikstifte mit drei- oder mehrkantiger Spitze“ und die dortige Nadelfabrik Gustav Hermann für ihre Zulassung von „Nadeln mit verstärktem Spitzenkopf“, die allesamt später entweder aufgekauft oder geschlossen wurden. Ebenso nahm die bereits seit 1838 auf dem Markt etablierte Nadelfabrik Josef Zimmermann die Produktion von „Stahlstiften mit hohl angeschliffener Spitze für Schalldosen von Grammophon-, Zonophon- und anderen Spielwerken“ auf und wurde mit ihrer „Condor-Nadel“ Lieferantin für die Deutsche Grammophon-Gesellschaft. Eine weitere Spezialisierung fand beispielsweise in der 1919 gegründeten Nadelfabrik „Schiffer & Reiss“ im Aachener Nachbarort Würselen statt, die nach der Übernahme durch die amerikanische Firma Singer im Jahr 1922 ausschließlich Nähmaschinennadeln produzierte, sowie in der 1894 in Aachen gegründeten Tochterfirma der Iserlohner Nadelfabrik Carl Schwanemeyer, die zunächst mit der Produktion von Nähmaschinennadeln begann und um die Jahrtausendwende auf die Herstellung von Fahrradspeichen wechselte, bevor sie ab 1919 als Fafnir-Werke vollends auf Autobau umstellte. Ebenso konzentrierte sich das Unternehmen Schumag (Schumacher Aktiengesellschaft), das wie die „Rheinische Nadelfabrik AG“ ebenfalls aus dem „H. J. Neuß’schen Fabriketablissement“ hervorgegangen war, auf den sich entwickelnden Autobau. Dieses Unternehmen nahm ab 1902 schwerpunktmäßig die Produktion von Tachometernadeln, Vergasernadeln, Ventilnadeln für Dieselmotoren auf, nachdem sie bereits ab 1895 auf Präzisionsteile für die Schwarzwälder Uhrenindustrie und Angelhaken umgestellt hatte. Darüber hinaus hatte bereits um 1900 die Nadelfabrik Schmetz in Herzogenrath als erster Hersteller eine Normung für Nadelsysteme eingeführt, um der wachsenden System- und Herstellervielfalt bei der Nadelproduktion eine Klassifizierung zu geben, die für die Branche richtungsweisend wurde.
Doch die Erholung währte nicht lange, denn die sich anbahnende Weltwirtschaftskrise Ende der 1920er-Jahre, höhere Importzölle in vielen Zulieferstaaten, starke Konkurrenz auf dem asiatischen Markt vor allem in Japan und der 1939 beginnende Zweite Weltkrieg hatten erneut massive Auswirkungen auf die Aachener Nadelindustrie. Dies führte diesmal unter anderem zur Entlassung zahlreicher Mitarbeiter in den Aachener Fabriken, wodurch manche Betriebe sogar geschlossen werden mussten. Rohstoffe standen erneut nicht mehr ausreichend zur Verfügung und Produktionsmaschinen wurden teilweise konfisziert und für die Kriegswirtschaft eingezogen. In den noch wenigen aktiven Fabriken erfolgte eine angeordnete Zwangskonzentration der Produktion auf ausgewählte Nadelarten wie Industrienähmaschinen- und Schuhmaschinennadeln, die als „kriegsentscheidende“ Güter eingestuft wurden. Um die vorhandenen Maschinen vor den Kriegseinwirkungen zu schützen, verlagerten viele Aachener Unternehmer einen Großteil davon unter anderem in die belgische, aber von 1940 bis 1944 von der Wehrmacht besetzte Stadt Eupen. Weil diese Stadt nach dem Krieg aber wieder an Belgien zurückgelangte, wurden die dort lagernden Maschinen der Aachener Fabrikanten von der belgischen Regierung beschlagnahmt und dem 1947 in Eupen gegründeten Drahthersteller und Nadelfabrikanten Bekaert (BEKA) als „Startkapital“ übergeben.
Inwiefern sich einzelne Nadelfabrikanten dem Naziregime angedient hatten, ist (bis Stand 2020) noch nicht vollends aufgearbeitet worden. Es ist lediglich bekannt, dass Ferdinand Bernhard Schmetz, Inhaber der Nadelfabrik Schmetz in Herzogenrath, NSDAP-Mitglied war und in der Umsetzung kriegswirtschaftlicher Vorgaben eine wesentliche Rolle in der Nadelindustrie gespielt hatte, sowie die Tatsache, dass die Nadelfabrik Schmetz wie auch die Rheinischen Nadelfabriken AG in Aachen Zwangsarbeiter beschäftigten.

### Neuanfang und Niedergang nach dem Zweiten Weltkrieg
Nach dem Zweiten Weltkrieg mit seinen verheerenden Zerstörungen auch in Aachen dauerte es noch lange Zeit, bis sich, wie in allen anderen Branchen, auch die Nadelindustrie wieder erholen konnte. Es fehlte weiterhin an Roh- und Hilfsstoffen sowie an Energieträgern und es bestand eine Exportsperre. Ab 1946 waren zunächst nur zwei Betriebe wieder einsatzbereit, aber erst nachdem unter anderem 1948 die Preisbindung und die Beschränkung der Stahllieferung aufgehoben worden war, der Alliierte Kontrollrat den Export wieder ermöglichte und eine ausreichende Energiezufuhr gewährleistet war, konnten weitere Nadelfabriken ihre Produktion wieder aufnehmen. Auch mittels neuer Maschinen und der großen Nachfrage nach den vielen Jahren der Stagnation kam es zu einer neuen, diesmal letzten Hochphase der Nadelproduktion in Aachen, die nur eine kleine Konjunkturdelle in den Jahren 1950/1953 als Folge des Koreakrieges erlitt. Erschwerend kam hinzu, dass nach den Kriegsverlusten des Zweiten Weltkrieges noch viele Facharbeitskräfte fehlten und sich somit die Aachener Nadelindustrie um Rationalisierung der Abläufe und um Bereinigung oder eine weitere Spezialisierung der Produktpalette bemühte. Im Zuge dessen stellte beispielsweise die Firma Zimmermann/Jungbecker vollends auf Tuftingnadeln um und die Firma Schmetz in Herzogenrath richtete als erstes Unternehmen im Raum Aachen eine Entwicklungsabteilung – ein sogenanntes „Nählabor“ – ein, dem immer mehr Nadelfabriken folgten. Damit wollten sie auf die sich verändernden Bedürfnisse der Textilindustrie durch Anpassung der Nähmaschinennadel reagieren.
Mit Beginn der 1960er-Jahre neigte sich diese letzte Hochphase der Aachener Nadelindustrie ihrem Ende entgegen und dem Kostendruck der internationalen Konkurrenz vor allem aus Asien war kaum noch etwas entgegenzusetzen. Die Aachener Fabriken versuchten daraufhin, mittels Prozessoptimierung und einer Verbesserung der Produkte auf den Märkten noch eine Zeit lang mithalten zu können, was jedoch auch dazu führte, dass sie sich untereinander das Wasser abgruben und eine Firma nach der anderen diesem Konkurrenzkampf nicht mehr standhalten konnte. „Unverantwortliche Unternehmer-Arroganz“, „fehlende Weitsicht“ und „blinder Stolz“ unter den wenigen verbliebenen Aachener „Nadelbaronen“ verhinderten, dass Allianzen geschmiedet werden und eine gemeinsame Holding gegründet werden konnte, unter der eigenständige Unternehmen mit eigenen Marken und unabhängigen Vertriebsgesellschaften gemeinsam hätten fortbestehen können. Ebenso hätte mehr auf Diversifikation und Kooperationen beispielsweise mit der RWTH Aachen gesetzt werden können, wie es die ebenfalls vom Niedergang bedrohte Tuchindustrie in Teilen umgesetzt hatte. Infolge dieser Fehlplanungen kam es in den folgenden Jahrzehnten zu immer mehr betrieblichen Übernahmen und Geschäftsaufgaben, bis zu Beginn der 2000er-Jahre die letzten Nadelfabriken in Aachen und Umgebung endgültig schließen mussten.
Als letzter Betrieb auf dem Gebiet der Stadt Aachen stellte die vormalige Rheinische Nadelfabrik GmbH, seit 1972 unter der Firmierung „Rhein-Nadel-Automation“, im Jahr 2003 die Nadelproduktion endgültig ein und veräußerte die Nadelsparte an die Albstädter Groz-Beckert-Gruppe, die zwei Jahre später die Nadelfertigung am Standort Würselen einstellte.
Rheinnadel hatte zuvor, ihrerseits alleine in Aachen, unter anderem die Nadelfabriken Moers (Übernahme 1905), in der 1879 die Nadelfabrik Chorus aufgegangen war, Pastor in Burtscheid (1917), Heusch & Butenberg (1955) mit der im Jahr 1887 aufgenommenen Aachener Filiale von Jecker und zuletzt Lammertz (1994) mit der im Jahr 1981 eingegliederten Nadelfabrik BEKA aus Eupen übernommen. Dennoch lebt im heutigen Firmennamen der ehemalige Industriezweig weiter, obwohl das Unternehmen seit 1960 anfangs zweigleisig gefahren war und nach 2003 vollends auf Maschinen- und Anlagenbau umgestellt hatte und damit zum Weltmarktführer in der automatisierten Zuführtechnik aufstieg.
Die Albstädter Groz-Beckert-Gruppe hatte ihrerseits im Jahr 1980 zunächst den Nähmaschinennadel-Hersteller „Torrington Portuguesa“ bei Lissabon, Portugal, und damit zugleich die Aachener Torrington-Filiale in Würselen übernommen, in die 1960 die 1905 gegründete „Metallwaren Gesellschaft mbH“ in Aachen mit Sitz am Blücherplatz eingeflossen war.
Im Jahr 1998 erwarb Groz-Beckert dann die Nadelfabrik Zimmermann und verlagerte diese ein Jahr später in ihr portugiesisches Zweigwerk „Euronadel Industrias de Alguhas“, vormals „Torrington Portuguesa“, wo weiterhin Tuftingnadeln mit dem Markennamen „Eisbär by Groz-Becker“ produziert werden.
Des Weiteren übernahm Groz-Beckert im Jahr 1999 sowohl die Nadelfabrik Singer in Würselen zusammen mit der 1988 in ihr aufgegangenen Soerser Filiale der Firma Jecker, die bereits 2005 schließen musste, als auch im Jahr 2017 die Nadelfabrik Schmetz in Herzogenrath, die schon ein Jahr später als letzte Nadelfabrik in der Städteregion Aachen endgültig Insolvenz anmelden musste. Unter anderem durch diese Übernahmen etablierte sich Groz-Beckert als Weltmarktführer für industrielle Maschinennadeln, Präzisionsteile und Feinwerkzeuge.
Ohne Übernahmeangebote musste dagegen die Firma Beissel in Aachen aus konjunkturellen Gründen ihr Werk im Jahr 1993 schließen. Das auf Handarbeits- und Nähzubehör spezialisierte Unternehmen Prym aus Stolberg, Weltmarktführer bei der Produktion von Druckknöpfen, hatte bereits 1995 seine gesamte Nadelfertigung, die im Gesamtunternehmen nur eine untergeordnete Rolle gespielt hatte, ins tschechische Budweis verlagert.
Damit sind in der Stadt Aachen und in der Städteregion Aachen alle Nadelfabriken erloschen, die Produktionsstätten mehrheitlich abgerissen und nur noch einige wenige, zumeist die Direktionsgebäude der ehemaligen Betriebsstätten, erhalten geblieben und teilweise unter Denkmalschutz gestellt worden, darunter das Direktionsgebäude der Firma Beissel in der Jakobstraße 110, die Fabrik Josef Zimmermann in der Rosstraße und die der Rheinnadel am Reichsweg, alle in Aachen, sowie die der Firma Schmetz in Würselen.
Trotz oder gerade wegen der Einstellung der Aachener Nadelproduktion hatte sich mit dem „Organ Needle Europe“ ein Vertriebsunternehmen in Würselen niedergelassen. Dieses war ein 1977 als „Ruppel & Maihofer GmbH“ in Aachen gegründetes Tochterunternehmen der japanischen Muttergesellschaft Organ Needle, die seit 1936 in Japan zunächst Grammophonnadeln produziert hatte und ab 1938 Nähmaschinennadeln herstellte. „Ruppel & Maihofer GmbH“ war zuständig für den Vertrieb in Europa sowie in den Maghrebstaaten und im Nahen Osten. Mit dem Umzug nach Würselen im Jahr 2007 wurde sie zwei Jahre später in die oben genannte „Organ Needle Europe GmbH“ umbenannt.

## Erinnerungskultur

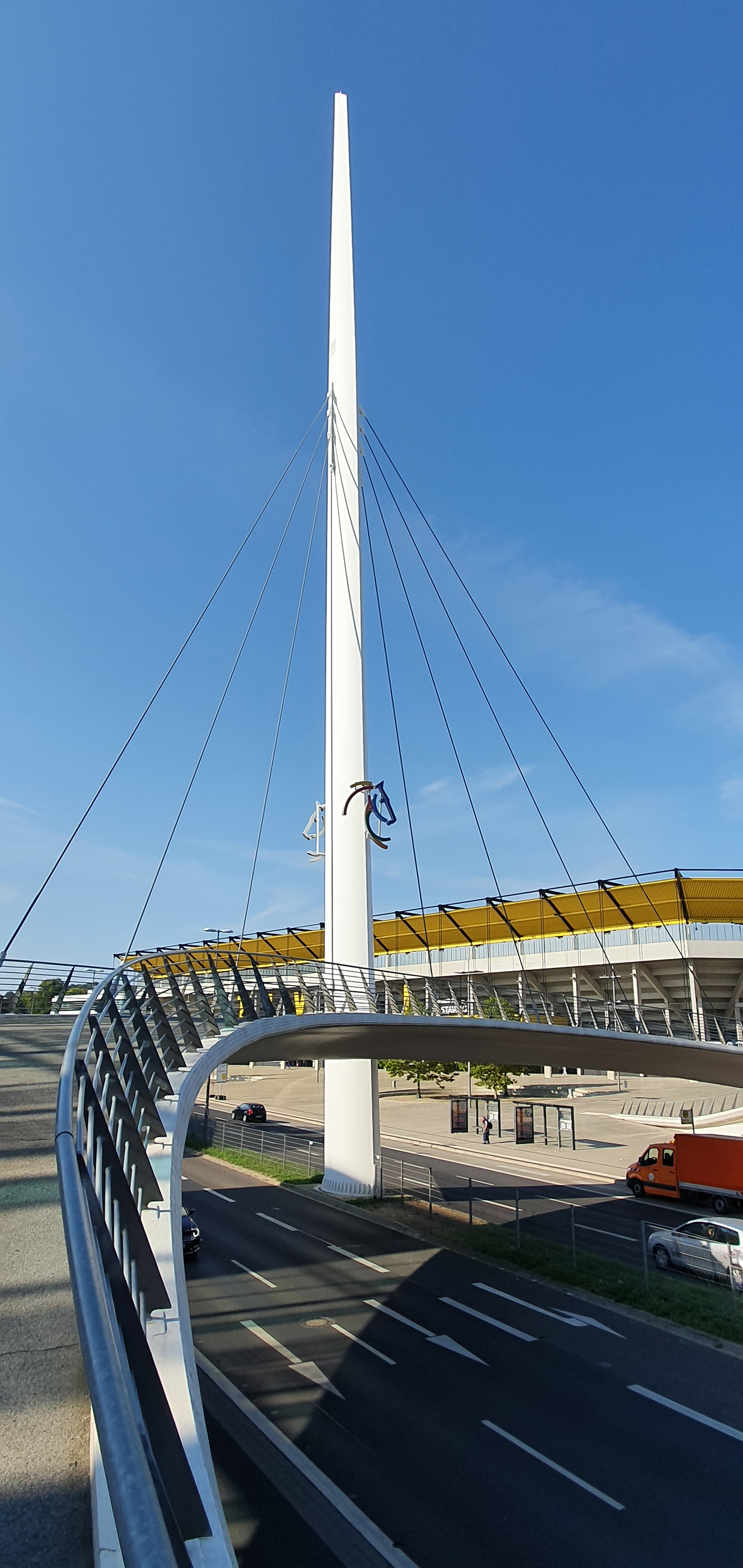
Nadel-Pylon CHIO-Brücke
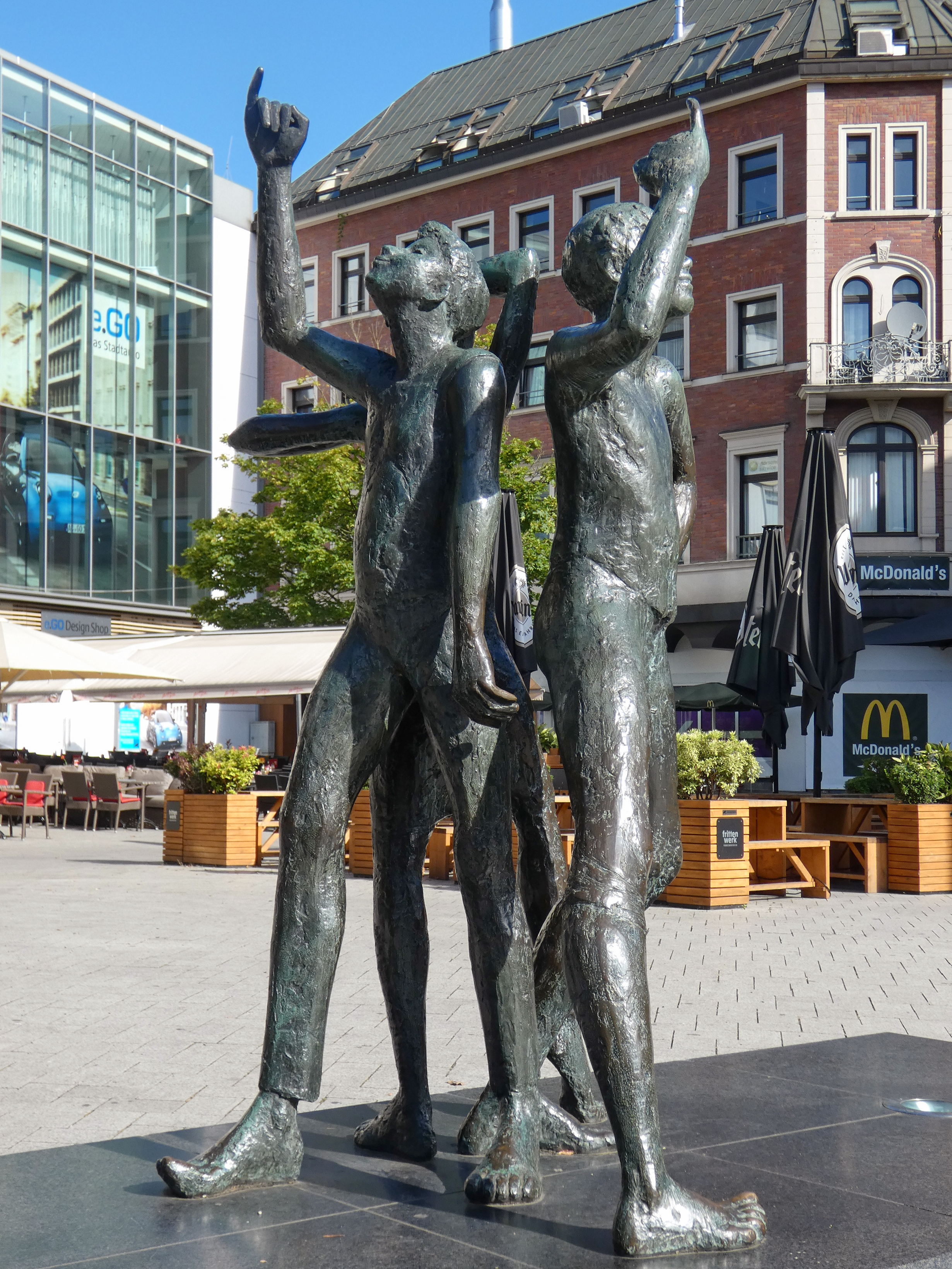
Klenkes-Denkmal

In Erinnerung an die langjährige Tradition Aachens als Nadelmetropole wurde im Zuge des Neubaus der neuen CHIO-Brücke an der Krefelder Straße im Jahr 2012 mittig ein 65 Meter hoher Stahlpylon für die Aufhängung der Stahlseile der Brücke aufgestellt, der sich in seinem Querschnitt von zwei Metern am Fuß bis zu seiner Spitze hin stetig verjüngt und symbolhaft an eine Nadel erinnern soll.
An die manuelle Sortiertechnik durch den „kleinen Finger“ der Mitarbeiter der Aachener Nadelindustrie, vor allem der Kinderarbeiter, erinnert eine Bronzeplastik von dem Aachener Bildhauer Hubert Löneke, die 1970 geschaffen und am Holzgraben aufgestellt wurde.
Der Klenkes als Symbol der Nadelsortierer findet sich ebenfalls in der Bezeichnung des Sendeturms Mulleklenkes im Aachener Wald, wobei „mulle“ im Öcher Platt für „klönen, schwatzen“ steht.
Ein weiteres Erinnerungsobjekt befindet sich im Innenhof der ehemaligen Nadelfabrik Zimmermann in der Rosstraße in Aachen. Dort steht seit 2007 eine Bronzeplastik von Albert Sous in Form einer symbolischen Nadel.
Darüber hinaus beschäftigt sich das Museum Zinkhütter Hof in Stolberg im Rahmen seiner Dauerausstellung unter anderem mit der Geschichte und Technik der Nadelproduktion im gesamten Aachener Raum. Dazu sind verschiedene Maschinen aus unterschiedlichen Epochen zur Herstellung der Nadeln sowie ein großes Sortiment an Nadelprodukten ausgestellt.

## Bedeutende ehemalige Nadelfabriken in Aachen (Auswahl)
| Name/Lage                                                          | Beschreibung | Bild |
| ------------------------------------------------------------------ | --- | --- |
| Nadelfabrik Chorus Jakobstraße 24, Aachen (Lage)                   | gegründet 1654 durch Quirin Chorus (1632–1687), dessen Sohn Cornelius Chorus (1659–1754) der Ältere aus erster Ehe mit Agnes Graf den Betrieb übernahm und der der größte Aachener Nadelproduzent seiner Zeit war. Sein Sohn Cornelius der Jüngere (1701–1774) übernahm 1754 das Unternehmen, in das die Fabrik von Johannes Braumann, dem verstorbenen ersten Ehemann seiner Frau Maria Niclas eingeflossen war. Durch die Heirat seiner Tochter Maria Anna (1738–1814) mit Johann Baptist von Guaita (1735–1814) wurde das Unternehmen nun über drei Generationen von der Familie Guaita geführt. Deren Erben übertrugen die Fabrik 1879 der Familie von Moers, die 1905 in Konkurs ging und von der „Rheinischen Nadelfabrik AG“ ersteigert wurde. Der zentrale Firmensitz befand sich von 1721 bis 1881 in der Jakobstraße 24, dem Haus zum Horn, und erstreckte sich bis einschließlich zur Jakobstraße 18, dem zeitweiligen Haus der Nadlerzunft und späteren Sitz des Marianneninstituts. Nur noch einzelne unter Denkmalschutz gestellte Häuserblocks aus dem alten Bestand sind als Wohn- und Geschäftshäuser erhalten geblieben. | > Jakobstraße 18–24 links Haus zum Horn und rechts Marianneninstitut, beide Häuser zur ehem. Nadelfabrik gehörend |
| Nadelfabrik Beissel Jakobstraße 110, Aachen (Lage)                 | gegründet 1730 durch Stephan Beissel (1695–1756), dessen Vater Wilhelm Beissel (* 1665) die Zunftrechte an der Nadelfabrikation in Aachen durch seine Ehefrau Margarethe Pannacken, der späteren zweiten Frau von Quirin Chorus (1632–1687) erhalten hatte. Dadurch wurden die Nadelfabriken Chorus und Beissel faktisch von verschwägerten Familien geleitet und fortgeführt. Das Unternehmen mit Sitz in der mittleren Jakobstraße-Ecke Karlsgraben blieb sieben Generationen im Familienbesitz und wurde erst 1993 aufgelöst. Lediglich das Direktionsgebäude der alten Fabrik in der Jakobstraße 110 existiert noch und ist heute ein denkmalgeschütztes Mehrfamilienhaus. | weitere Bilder |
| Nadelfabrik Pastor Eckenberg (Direktion) Burtscheid(Lage)          | gegründet um 1750 von Goddert Pastor (1704–1777) als „Gotthard Pastor Peters Sohn“. Sein Enkel Philipp Heinrich Pastor, der Erfinder des Exhaustors, führte das Unternehmen mit seinen Geschwistern zu großen Erfolgen, wurde 1827 auf der Industrieausstellung in Aachen mit der goldenen Denkmünze ausgezeichnet und erhielt 1828 die Berechtigung, auf seinen Produkten das preußische Wappen zu führen. Dessen Sohn Rudolf Arthur Pastor leitete die Firma zusammen mit seinem Bruder Peter Heinrich Pastor (1826–1892) als „Philipp Heinrich, Pastors Söhne“ weiter. Rudolf Arthurs Sohn Arthur Pastor (1856–1931) überführte schließlich das Unternehmen 1917 in die Rheinische Nadelfabrik AG. Anstelle der ehemaligen Fabrikanlage und des Direktionsgebäudes „Haus Eckenberg“ entstand später eine Wohnsiedlung. | Haus Eckenberg, Wohnsitz und Direktionsgebäude                                                                    |
| Nadelfabrik Jecker Eilfschornsteinstraße 7, Aachen (Lage)          | gegründet 1803 durch Laurenz Jecker zusammen mit den Brüdern Jean Baptist und Jean Vincent Migeon aus Charleville im Klosterrather Hof in der Eilfschornsteinstaße. Die neu nach englischem Vorbild gegründete Firma beschäftigte etwa 250 Mitarbeiter, darunter etwa 225 Kinder unter zwölf Jahren, und hatte einen Jahresumsatz von mehr als zwei bis drei Millionen Nadeln. Jecker überließ den Brüdern Migeon die Fabrik, die 1811 nach der Zusammenlegung mit dem benachbarten Kupferhof von Johann Heinrich Schervier als „Migeon et Schervier frères“ firmierte. Nach 1840 kaufte Jeckers Sohn Julius Caesar (1820–1881) die Nadelfabrik zurück und verlegte sie 1850 zum Soerser Weg Nr. 9 in die Aachener Soers. Die Aachener Betriebsstätte übertrug er 1877 der Nadelfabrik „Heusch & Butenberg“, die 1907 in die leerstehenden Räume der vormaligen Tuchfabrik Lochner in der Lochnerstraße zog und dort 1931 noch die Firma „Carl Huhn & Cie AG“ übernahm. 1955 ging das Gesamtunternehmen in die „Rheinische Nadelfabrik GmbH“ über, während die Soerser Fabrik der Familie Jecker über fünf weitere Generationen existierte, bevor sie in den 1990er-Jahren von Singer in Würselen übernommen wurde. Die ehemalige Betriebsstätte in der Lochnerstraße wurde von der RWTH Aachen erworben und zum Institutsgebäude umgewandelt und aus der vormaligen Nadelfabrik in der Soers entstand ein Mietwohnungs- und Bürokomplex. | Ehem. Nadelfabrik Jecker, Soers                                                                                   |
| Rheinische Nadelfabriken AG Reichsweg 30, Aachen-Rothe Erde (Lage) | gegründet 1830 durch Hermann F. Neuss auf der Pletschmühle vor dem Adalbertstor. 1898 wurde sie durch seinen Sohn Fritz Neuss umgewandelt in eine Aktiengesellschaft und firmierte als „Rheinische Nadelfabriken AG“. Ab 1905 folgte der Zusammenschluss von rund zwanzig Nadelfabriken innerhalb und außerhalb Aachens sowie 1926 der Umzug zum Reichsweg. Nach dem Zweiten Weltkrieg wurde das Unternehmen in „Rheinische Nadelfabrik GmbH“ umfirmiert und übernahm weitere Aachener Nadelfabriken. In den 1960er Jahren entstand mit der Sparte „Rheinnadel Maschinenbau“ ein zweites Standbein und 1972 fand daraufhin die erneute Umfirmierung in „Rhein-Nadel Automation“ statt. Bis 1994 fanden weitere Betriebsübernahmen statt, zuletzt die Firma Lammertz. Im Jahr 2003 stellte das Unternehmen als letzter Betrieb der Stadt Aachen die Nadelproduktion endgültig ein und die Nadelsparte wurde ebenfalls von Groz-Beckert erworben. Seitdem ist das Unternehmen in den alten Werkshallen ausschließlich als Maschinenbauer auf dem Markt. | Rheinnadel Aachen weitere Bilder                                                                                  |
| Nadelfabrik Zimmermann Rosstraße 9–13, Aachen (Lage)               | gegründet 1838 in der Rosstraße durch Josef Zimmermann wurde die Firma 1893 von seinem Schwiegersohn Wilhelm Jungbecker übernommen, in dessen Familie sie über vier Generationen hinweg verblieb. Ab 1900 spezialisierte sich das Unternehmen auf Grammophonnadeln und nach dem Zweiten Weltkrieg auf Tuftingnadeln, die jeweils zum Erfolgsschlager wurden. Im Jahr 1933 wurde die 1819 gegründete Nadelfabrik „Schleicher & Söhne“ in Düren-Langerwehe übernommen. Im Jahr 1963 hatte das Unternehmen mit über 270 seine maximale Mitarbeiterstärke. Ende des Jahres 1998 erfolgte die Übernahme von Zimmermann/Jungbecker als 100-prozentige Tochter durch die Firma „Groz-Beckert Euronadel Industrias de Alguhas“ in Portugal und ein Jahr später die Verlegung ins portugiesische Werk. Lediglich der 1973 nach Alsdorf-Hoengen ausgelagerte Produktionszweig Kunststoffhülsen blieb bis zum Insolvenzverfahren im Jahr 2004 erhalten und wurde anschließend von dem Unternehmen „Technimark Inc.“ aus North Carolina aufgekauft. Die Gebäude in der Rosstraße werden seit der Einstellung des Betriebs nach erfolgten entsprechenden Umbauten als Zentralstelle für das Sozialwerk Aachener Christen genutzt. | Ehem. Nadelfabrik Zimmermann weitere Bilder                                                                       |
| Nadelfabrik Lammertz Achterstraße 24–30, Aachen (Lage)             | gegründet 1861 durch Leo Lammertz in der Achterstraße. Ihre Blütezeit war um 1913 mit rund 1.300 Mitarbeitern. 1981 wurde die „Nadelfabrik BEKA“ in Eupen und Queck in Würselen übernommen. 1994 musste die Firma Lammertz mit ihren Töchtern aus wirtschaftlichen Gründen in die Rheinnadel GmbH überführt werden. Anschließend wurden die Betriebsgebäude abgerissen und Platz für modernen Wohnungsbau geschaffen. | weitere Bilder |

## Bedeutende ehemalige Nadelfabriken in der Städteregion Aachen (Auswahl)
| Name/Lage                                                      | Beschreibung | Bild                                    |
| -------------------------------------------------------------- | --- | --------------------------------------- |
| Prym Zweifaller Straße 130, Stolberg im Rheinland (Lage)       | In dem im Jahr 1530 gegründeten Messingbetrieb nahm 1859 William Prym (1811–1883) die Nadelfabrikation neu auf. Das Unternehmen weist eine breitgefächerte Produktionspalette für Näh- und Handarbeitszubehör auf, mit Schwerpunkt auf Druckknöpfen und Reißverschlüssen aber auch für Stricknadeln, Speichen, Ketten, Präzisionsteile für die Elektronik, stufenlose Getriebe und Spiralspannstifte. Ab 1888 wurden im Zweigwerk Weissenbach an der Triesting in Niederösterreich vor allem Stecknadeln hergestellt. Noch 1978 übernahm Prym den britischen Nadel- und Kurzwarenhersteller Newey Goodman mit Fertigungsstätten unter anderem in Asien. Mehrfach geriet Prym wegen unerlaubter Kartellbildung unter anderem für ein zwischen 1994 und 1999 bestehendes Nadelkartell mit dem Kartellrecht in Konflikt. 1995 wurde die Nadelproduktion in Stolberg eingestellt und nach Budweis ausgelagert. | weitere Bilder                          |
| Nadelfabrik Schmetz Bicherouxstraße 53–59, Herzogenrath (Lage) | gegründet 1851 durch Ferdinand Schmetz in der Aachener Peterstraße als Porzellanknopf-, Perlen- und Nadelfabrik. 1890 wurde das Unternehmen nach Herzogenrath verlegt und konzentrierte sich fortan auf die Herstellung von Industrie- und Haushaltsnähnadeln. Im Jahr 1900 führte Schmetz als erster Hersteller eine Normung für Nadelsysteme ein. Ab 1960 musste die Firma durch den asiatischen Konkurrenzdruck kontinuierlich verkleinert werden, wobei sie versuchte, mit der Gründung mehrerer Auslandsfilialen dem entgegenzuwirken. Ab 2009 bekam Schmetz zunehmende Finanzierungsprobleme und wurde schließlich 2017 von der Albstädter Groz-Beckert-Gruppe als eigenständiges Tochterunternehmen übernommen. Ein Jahr später musste das Werk Herzogenrath Insolvenz anmelden und den Betrieb einstellen. Die vorerst am Ort verbliebene Verwaltungs- und Vertriebsgesellschaft wurde 2021 von Herzogenrath ebenfalls nach Albstadt verlegt, wo weiterhin Produkte unter dem Namen Schmetz vertrieben werden. Das gesamte Areal in Herzogenrath mit den verbliebenen Industriegebäuden unterliegt seitdem einem Stadtentwicklungsplan und soll langfristig zu einem Wohn- und Geschäftskomplex umgebaut werden. | ehem. Direktionsgebäude weitere Bilder  |
| Nadelfabrik Singer Kaiserstraße 106, Würselen (Lage)           | gegründet 1919 durch Karl Schiffer und Heinrich Reiss als „Schiffer & Reiss“ in der Kaiserstraße in Würselen. 1922 wurde sie durch die amerikanische Firma Singer übernommen und 1934 waren dort rund 200 Mitarbeiter beschäftigt. 1971 produzierte Singer mehr als 200 Mio. Nähmaschinennadeln pro Jahr, die 1972 einen Weltmarktanteil von 25 % bedeuteten. Bis 1984 waren noch 530 Beschäftigte gemeldet und neue Produkte entwickelt sowie die Beschäftigten der 1988 geschlossenen Nadelfabrik Jecker aus der Soers übernommen worden. 1999 musste Singer in Würselen Insolvenz anmelden und trotz vorübergehender Übernahme durch Groz-Becker im Jahr 2005 endgültig stillgelegt werden. Jahre später wurden die Industriegebäude endgültig abgerissen und Platz für neuen Wohnraum geschaffen. | ehem. Fabrikgebäude Singer (abgerissen) |